# エウリュダマース
エウリュダマース（古希: Εὐρυδάμας, Eurydāmas）は、ギリシア神話の人物である。長母音を省略してエウリュダマスとも表記される。主に、
- アイギュプトスの子
- クティメノスの子
- ペーネロペーの求婚者

などが知られている。以下に説明する。

## アイギュプトスの子
このエウリュダマースは、アイギュプトスの50人の子の1人である。フェニキア出身の女性との間に生まれた子で、アガプトレモス、ケルケテース、アイギオス、アルギオス、アルケラーオス、メネマコスと兄弟。彼ら7兄弟はアルゴスの王ダナオスの50人の娘たち（ダナイデス）の中の、エティオピア出身の女性との間にもうけた7人の娘たちと結婚した。エウリュダマースはパルティスと結婚した。

## クティメノスの子
このエウリュダマースは、アルゴナウタイの1人である。クティメノスの子あるいはイーロスとデーモーナッサの子。テッサリアー地方のクシュニアース湖近くのドロペス人の都市クティメネーあるいはドロペーイスの出身。

## ペーネロペーの求婚者
このエウリュダマースは、ペーネロペーの求婚者の1人である。ペーネロペーへの贈物として3つの玉を束ねた1対のネックレスを用意した。帰国したオデュッセウスが正体を明かして求婚者を誅殺した際、オデュッセウスの槍で討たれた。

## その他の人物
- トロイアの年老いた夢占いの占い師。息子アバースとポリュイードスはトロイア戦争でディオメーデースに討たれた[8]。
- トロイアの木馬作戦に参加した戦士の1人。トリピオドーロス（英語版）はペリアースの子孫と伝えている[9]。
- アンテーノールの娘婿。心が優しく思慮深い男だったが、トロイア陥落の際にディオメーデースに討たれた[10]。